# From Me to You (Yui)
From Me to You è l'album di debutto della cantante giapponese Yui, pubblicato il 22 febbraio 2006 dalla Sony Records. L'album è arrivato alla quarta posizione della classifica Oricon degli album più venduti in Giappone.

## Tracce
1. Merry Go Round – 3:49
2. Feel My Soul – 3:48
3. Ready to love – 3:49
4. Swing of Lie – 4:18
5. Life – 4:01
6. Blue Wind – 4:11
7. I can't Say – 3:38
8. Simply White – 3:37
9. Just my Way – 3:22
10. Tomorrow's Way – 4:45
11. I Know – 3:05
12. Tokyo – 4:05
13. Spiral & Escape – 3:27